# Golfe d'Ajaccio
Golfe d'Ajaccio este o arie protejată (sit de importanță comunitară — SCI) din Franța întinsă pe o suprafață de 47.374 ha, integral marine.

## Localizare
Centrul sitului Golfe d'Ajaccio este situat la coordonatele 41°51′26″N 8°37′02″E / 41.85722°N 8.61722°E.

## Înființare
Situl Golfe d'Ajaccio a fost declarat arie specială de conservare în baza directivei 92/43 din 1992 referitoare la conservarea habitatelor naturale și a faunei și florei sălbatice pentru a proteja 2 specii de animale.

## Biodiversitate
Situată în ecoregiunea mediteraneană, aria protejată conține 6 habitate naturale: Straturi cu Posidonia (Posidonion oceanicae), Peșteri marine scufundate complet sau parțial, Golfuri mici largi și golfuri puțin adânci, Recifuri, Terase mlăștinoase și terase nisipoase neacoperite de apă la reflux, Bancuri de nisip acoperite în permanență slab de apă marină.
La baza desemnării sitului se află mai multe specii protejate:
- mamifere (1): delfin mare (Tursiops truncatus)
- reptile (1): Caretta caretta

Pe lângă speciile protejate, pe teritoriul sitului au mai fost identificate 1 specie de plante, 2 specii de mamifere, 5 specii de nevertebrate.